# 足利名草テレビ中継局

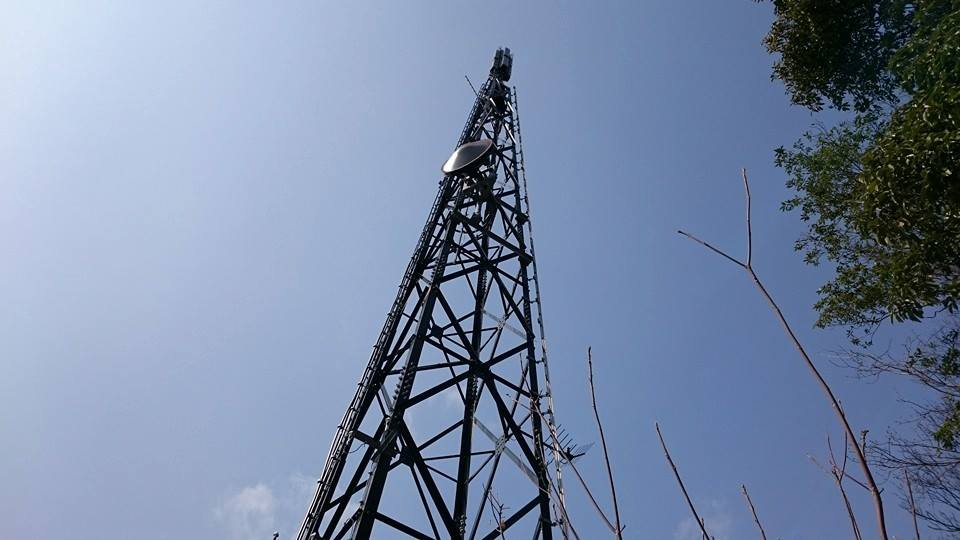
足利名草テレビ中継局

足利名草テレビ中継局（あしかがなぐさテレビちゅうけいきょく）は、栃木県足利市に置かれている地上デジタルテレビ放送の中継局である。

## 概要
- 当テレビ中継局は、足利市大月町の大月小学校向かいの小山に置かれ、該当地区や周辺地区へ電波を発射している。
- なお、同地にはアナログテレビの中継局が置かれていないため、デジタル新局として開局した。

## 送信施設概要
| リモコンキーID | 放送局名            | 物理チャンネル | 空中線電力 | ERP  | 放送対象地域 | 放送区域内世帯数 | 偏波面   |
| 1              | NHK宇都宮総合テレビ | 46ch           | 1W         | 4.7W | 栃木県       | 1万1734世帯      | 水平偏波 |
| 2              | NHK東京教育テレビ   | 26ch           | 1W         | 4.9W | 全国         | 1万1734世帯      | 水平偏波 |
| 3              | GYTとちぎテレビ     | 29ch           | 1W         | 4.8W | 栃木県       | 1万1734世帯      | 水平偏波 |
| 4              | NTV日本テレビ       | 25ch           | 1W         | 4.9W | 関東広域圏   | 1万1734世帯      | 水平偏波 |
| 5              | EXテレビ朝日        | 24ch           | 1W         | 4.9W | 関東広域圏   | 1万1734世帯      | 水平偏波 |
| 6              | TBSテレビ           | 22ch           | 1W         | 4.9W | 関東広域圏   | 1万1734世帯      | 水平偏波 |
| 7              | TXテレビ東京        | 23ch           | 1W         | 4.9W | 関東広域圏   | 1万1734世帯      | 水平偏波 |
| 8              | CXフジテレビ        | 21ch           | 1W         | 4.9W | 関東広域圏   | 1万1734世帯      | 水平偏波 |

- 2010年（平成22年）12月3日に予備免許、12月27日に本免許がそれぞれ交付され、12月28日に開局。
- 放送エリアは、足利市の大方JR東日本両毛線北側の一部。
- NHK総合テレビの県域放送は、2012年（平成24年）4月1日から実施された。